# Robert Byrne (duchowny)
Robert Byrne C.O. (ur. 22 września 1956 w Urmston) – brytyjski duchowny rzymskokatolicki, w latach 2014–2019 biskup pomocniczy Birmingham, w latach 2019–2022 biskup diecezjalny Hexham i Newcastle. 

## Życiorys
Święcenia kapłańskie przyjął 5 stycznia 1985 w zgromadzeniu filipinów. Przez wiele lat pracował w oratorium zakonnym w Oxfordzie, a w latach 1993-2011 był jego przełożonym. W 2011 został sekretarzem departamentu Konferencji Episkopatu Anglii i Walii do spraw dialogu i jedności.
15 marca 2014 papież Franciszek mianował go biskupem pomocniczym archidiecezji Birmingham ze stolicą tytularną Cuncacestre. Sakry biskupiej udzielił mu 13 maja 2014 metropolita Birmingham – arcybiskup Bernard Longley. 4 lutego 2019 decyzją papieża Franciszka został przeniesiony na urząd biskupa diecezjalnego Hexham i Newcastle. 
12 grudnia 2022 papież Franciszek przyjął jego rezygnację z funkcji biskupa diecezjalnego.  